# Mustapha Dahleb
Mustapha Dahleb (em árabe : مصطفى دحلب) (Béjaïa, 8 de fevereiro de 1952) - é um ex-futebolista argelino. Ele competiu na Copa do Mundo FIFA de 1982, sediada na Espanha, na qual a seleção de seu país terminou na 13º colocação dentre os 24 participantes.
Dahleb foi o maior goleador que o Paris Saint-Germain teve no século XX, com 85 gols marcados. Foi superado primeiramente por Zlatan Ibrahimović, em 2015, seguindo atualmente em terceiro lugar. Em 2019, foi eleito para o time dos sonhos do PSG, integrando o trio de ataque com Kylian Mbappé e Ibrahimović, a despeito da concorrência com Neymar por um lugar no posto.

## Títulos
Paris Saint-Germain
- Copa da França: 1981–82 e 1982–83